# 中山路 (上海)
由于行政区划的变动，除上海市区外，上海的郊區（如松江区、浦东新区）等亦有“中山路”或类似路名，容易混淆，给市民出行带来很大不便。对此，上海市政府于2007年进行了同名道路整治。整治过后，目前上海已没有就叫“中山路”的道路，或有前缀（如惠南·中山路，或有方向表示，如市区内的中山南二路）。除中山路外，上海亦有一条以“逸仙”命名的道路逸仙路，位于上海北部，其上建有高架，称之逸仙高架路，连接内环高架路和外环线。

## 市区
上海市区的中山路具有重要交通功能，因黄浦江原因，为一个半环道路，常被称为“中山环路”。内环高架路浦西段大部分位于中山路上方，“中山环路”包括的道路有：
- 中山北二路
- 中山北一路
- 中山北路
- 中山西路
- 中山南二路
- 中山南一路
- 中山南路
- 中山东二路
- 中山东一路

### 历史
近代上海市区的两个华界南市与闸北被租界割开，管理和交往十分不便。在1912年中华民国成立后，上海當局决定兴建一条繞過租界的环形的马路，不仅能将南市和闸北连接起来，还可以通过这条马路来限制租界越界筑路。不过因政局动荡，这一规划没有完成。
1927年，南京国民政府成立，11月4日，上海特别市政府再次通过全力开辟环路的决议，并取名为“中山路”以纪念国父孙中山。中山路从闸北的交通路起，越沪宁铁路，跨过吳淞江，经斜土路抵达龙华，与已筑成的龙华路相接。开工典礼在1928年3月26日于龙华寺门口举行，到1929年底基本完工。从1930年起，又开始修筑从交通路向东的环路，从交通路向东北，穿沙泾港，再折北与水电路相接。由於中山路是环状马路，而且道路很长，给道路的门牌编号带来一定的困难，后经商定，将道路分成几段，龙华至交通路的13公里长的一段叫中山南路，交通路至水电路的6公里长马路叫中山北路。
在1949年以前，中山环路已基本形成，但是由于财政不足，动迁困难等多种原因，始终未完全环通，部分路段的宽度也明显不够，这给车辆通行带来一定困难。1950年代，上海市人民政府着手对中山环路作调整，拓宽拉直十六铺至南码头的中山南路，并将该路延长至西藏南路，把西藏南路至打浦桥的路段改名中山南一路，把打浦路桥至土山湾的龙华路改名中山南二路，把土山湾至苏州河边的路段改名中山西路，苏州河至俞泾浦的路段改名为中山北路；1958年筑俞泾浦至逸仙路的中山北一路，1986年辟通中山环路。1992年又筑从中山北一路至黄兴路的中山北二路。
1994年，内环高架路浦西段建成，浦西段大部都位于中山环路上方，此后中山“环路”的叫法便逐渐被“内环”取代，变得不再常用。

## 郊区

### 松江区
中山路位于松江老城区中心地带，主要有如下道路：
- 松江·中山西路
- 松江·中山东路
- 松江·中山二路
- 松江·中山中路

### 浦东新区
- 惠南·中山东路
- 惠南·中山路

### 金山区
- 金山·中山街

## 交通
- 上海轨道交通一号线设有中山北路站。
- 上海轨道交通二号线、三号线、四号线设有中山公园站。